# Ґожичкі (Великопольське воєводство)
Ґожичкі (пол. Gorzyczki, нім. Groß Lohe) — село в Польщі, у гміні Чемпінь Косцянського повіту Великопольського воєводства.
Населення — 260 осіб (2011).
У 1975-1998 роках село належало до Познанського воєводства.

## Демографія
Демографічна структура станом на 31 березня 2011 року:
|          | Загалом | Допрацездатний вік | Працездатний вік | Постпрацездатний вік |
| -------- | ------- | ------------------ | ---------------- | -------------------- |
| Чоловіки | 131     | 33                 | 94               | 4                    |
| Жінки    | 129     | 27                 | 75               | 27                   |
| Разом    | 260     | 60                 | 169              | 31                   |